# On ne meurt que deux fois
Ne doit pas être confondu avec On ne vit que deux fois.
Pour plus de détails, voir Fiche technique et Distribution.
On ne meurt que deux fois est un film français réalisé par Jacques Deray sorti en 1985.

## Synopsis
L'inspecteur Robert Staniland, flic un peu particulier, enquête sur le meurtre de Charly Berliner, retrouvé mort sur un terrain vague. Il découvre que la victime entretenait une relation violente et passionnée avec une certaine Barbara.

## Fiche technique
- Réalisation : Jacques Deray
- Scénario et Adaptation : Jacques Deray et Michel Audiard, d'après le roman de Robin Cook (Il est mort les yeux ouverts, paru aux Éditions Gallimard)
- Dialogues : Michel Audiard
- Musique : Claude Bolling
- Montage : Henri Lanoë
- Directeur de la photographie : Jean Penzer
- Directrice du casting : Margot Capelier
- Chef décorateur : François de Lamothe
- Producteur : Norbert Saada
- Distribution : UGC (entreprise) (France)
- Exportation / distribution internationale : UGC (entreprise) (France)
- Produit par Swanie Productions (France) et TF1 Films Production (France)
- Genre : Policier, Film noir, Suspense
- Pays :  France
- Durée : 105 minutes ou 110 minutes (selon l’infobox)
- Tourné en Eastmancolor et en mono
- Date de sortie en salle : 9 octobre 1985 (France), 27 août 1985 (Festival des films du monde de Montréal, Canada)

## Distribution
- Michel Serrault  : l'inspecteur Robert Staniland
- Charlotte Rampling : Barbara Spark
- Xavier Deluc : Marc Spark
- Gérard Darmon  : Jean-Loup Soeren
- Élisabeth Depardieu : Margaux Berliner
- Jean-Pierre Bacri : le barman
- Jean-Pierre Darroussin : Moulard
- Jean-Paul Roussillon : Léonce
- Jean Leuvrais : le commissaire Bauman
- Luc Florian : le brigadier
- Albert Delpy : le médecin légiste
- Maurice Barrier : Arthur Chalon
- Julie Jézéquel : Sophie
- Riton Liebman : Éric Berliner
- Philippe Héliès : l'agent
- Vincent Solignac : Roger le Quintal
- Christian Bor : l'assistant du médecin légiste
- Marc Lamole : le maître d'hôtel de Cabourg
- André Chazel : le monsieur de l'hôtel de Cabourg
- Daniel Vérité : un passant

## Distinctions

### Récompenses
- César de la meilleure photographie pour Jean Penzer lors de la cérémonie des César de 1986.

### Nominations
- Le film est nommé à huit reprises à la 11e cérémonie des César en 1986.

## Autour du film
- On ne meurt que deux fois est l'un des derniers films dialogués et scénarisés par Michel Audiard, décédé le 28 juillet 1985. Il sortira à titre posthume en octobre 1985, suivi un mois plus tard de La Cage aux folles 3 au scénario duquel Audiard avait contribué.